# Вајтхол (Висконсин)
Вајтхол (енгл. Whitehall) град је у америчкој савезној држави Висконсин.

## Демографија
По попису из 2010. године број становника је 1.558, што је 93 (-5,6%) становника мање него 2000. године.
| Група             | 2000.         | 2010.         |
| Белци             | 1.641 (99,4%) | 1.470 (94,4%) |
| Афроамериканци    | 2 (0,1%)      | 7 (0,4%)      |
| Азијати           | 1 (0,1%)      | 6 (0,4%)      |
| Хиспаноамериканци | 5 (0,3%)      | 66 (4,2%)     |
| Укупно            | 1.651         | 1.558         |